# 小代為重
小代為重（1863年10月11日—1951年6月1日），日本西洋畫家，舊姓中野，肥前國佐賀郡（今佐賀縣佐賀市）人。
小代為重早年向有「日本近代西洋畫先覺者」的百武兼行學畫，後來曾擔任過千葉師範學校、千葉中學校、千葉女子師範學校教諭，1888年改任東京電信學校助教。1889年他參與創立日本近代最早的西洋美術團體「明治美術會」，而後在1896年又參與「白馬會」的創立。